# Норвей (Айова)
Норвей (англ. Norway) — місто (англ. city) в США, в окрузі Бентон штату Айова. Населення — 466 осіб (2020).

## Географія
Норвей розташований за координатами 41°54′8″ пн. ш. 91°55′22″ зх. д. / 41.90222° пн. ш. 91.92278° зх. д. (41.902221, -91.922667).  За даними Бюро перепису населення США в 2010 році місто мало площу 1,15 км², уся площа — суходіл.

## Демографія
Згідно з переписом 2010 року, у місті мешкало 545 осіб у 243 домогосподарствах у складі 146 родин. Густота населення становила 472 особи/км².  Було 256 помешкань (222/км²).
Расовий склад населення:
| - 98,0 % — білих - 0,6 % — чорних або афроамериканців - 0,4 % — корінних американців - 0,2 % — азіатів |

До двох чи більше рас належало 0,7 %. Частка іспаномовних становила 0,4 % від усіх жителів.
За віковим діапазоном населення розподілялося таким чином: 23,1 % — особи молодші 18 років, 57,3 % — особи у віці 18—64 років, 19,6 % — особи у віці 65 років та старші. Медіана віку мешканця становила 41,2 року. На 100 осіб жіночої статі у місті припадало 99,6 чоловіків;  на 100 жінок у віці від 18 років та старших — 101,4 чоловіків також старших 18 років.
Середній дохід на одне домашнє господарство  становив 58 199 доларів США (медіана — 48 516), а середній дохід на одну сім'ю — 64 888 доларів (медіана — 68 125). За межею бідності перебувало 14,5 % осіб, у тому числі 36,0 % дітей у віці до 18 років та 0,0 % осіб у віці 65 років та старших.
Цивільне працевлаштоване населення становило 329 осіб. Основні галузі зайнятості: виробництво — 27,7 %, мистецтво, розваги та відпочинок — 10,9 %, будівництво — 9,7 %, роздрібна торгівля — 9,1 %.